# Nicolau Mir
Nicolau Mir Rosselló (Palma di Maiorca, 10 maggio 2000) è un ginnasta spagnolo.

## Biografia
I suoi genitori Pedro Mir e Praxedes Rosselló sono stati allenatori al Club Esportiu Xelska di Palma di Maiorca. È allenato da Fernando Siscar. Ha studiato fisioterapia all'Università delle Isole Baleari.
Ha fatto parte della compagine spagnola ai Giochi del Mediterraneo di Tarragona 2018, dove ha vinto la medaglia d'oro nel concorso a squadre, gareggiando con Néstor Abad, Alberto Tallón, Thierno Diallo e Rayderley Zapata.
Agli europei di Glasgow 2018, si è classificato sesto nel Concorso a squadre, sempre con Néstor Abad, Alberto Tallón, Thierno Diallo e Rayderley Zapata.
Ha rappresentato la Spagna ai Giochi olimpici estivi di Tokyo 2020.

## Palmarès
- Giochi del Mediterraneo

Tarragona 2018: oro nel concorso a squadre;